# 雅克·沙邦-戴尔马
雅克·沙邦-戴尔马（法語：Jacques Chaban-Delmas，法語發音：[ʒak ʃabɑ̃ dɛlmas]，1915年3月7日—2000年11月10日），法国戴高乐主义者、政治家。他担任过乔治·蓬皮杜时期的总理（1969年－1972年）。此外他也曾担任近50年的波尔多市长(1947－1995)和吉伦特区议员。

## 生平
雅克·沙邦-戴尔马原名雅克·戴尔马（Jacques Delmas）。他曾就读于索镇公立学校（Lycée Lakanal à Sceaux），后入读巴黎自由政治学堂（L'Ecole Libre des Sciences Politiques）。早年从事新闻工作，1939年人法国圣西尔军校接受训练。第二次世界大战初加入抵抗组织时，化名为沙邦，二战后正式改名为沙邦-戴尔马。他在马奇诺防线作战并获得准将（general of brigade）军衔。他是自法兰西第一帝国以来最年轻的法国将军。
1940年12月沙邦-戴尔马加入了抵抗组织，是最早的成员之一，在抵抗组织中颇为活跃。同时在巴黎大学学习法律，获得学位。1943年10月加入自由法国政府，任财政总稽核处副处长，担任抵抗组织和自由法国总参谋部之间的联络，1944年初出任法兰西民族解放委员会驻本土军事代表团的财政顾问。同年6月又任陆军总监。奉夏尔·戴高乐之令，反对举行全国范围的起义。后又执行法兰西临时政府和盟军指挥部的指示，力图拖延巴黎人民发动起义。他鼓动法军解放巴黎，还要求抵抗运动的领袖雅克·杜克洛在盟军开到巴黎附近时才起义，由于他的努力，盟军在解放巴黎时损失轻微，夏尔·戴高乐因此提升他为将军。 
法国解放后，1945年通过文官考试后任财政监督。1946年参加激进社会党，由于他的战时经历和性格平易近人，轻而易举的当选国民议会议员。1947年当选波尔多市长，此后担任此职长达48年。他作为激进党党员加入戴高乐主义者集会——戴高乐党(RPF)，成为该派左翼主力，1953年当RPF集团分裂(戴高乐据说退休)，沙邦-戴尔马任戴高乐派新共和联盟领袖和社会共和党国家中心主席，他带领中左政党参加了皮埃尔·孟戴斯-弗朗斯内阁，担任一年多公共工程部长。1956年参加了中左联盟共和阵线，赢得了1956年的立法选举。更值得注意的是，他是在1957-1958年的国防部长，为戴高乐重新上台和建立第五共和国而积极努力。
1958年戴高乐将军重新掌权后，沙邦-戴尔马支持法兰西第五共和国的成立和新宪法。他参加创建新共和联盟（Union for the New Republic，UNR），当选国民议会议长，在1969年戴高乐的总统任期结束后卸任。
1969年蓬皮杜总统上台后，他选择了沙邦-戴尔马担任总理，作为总理，沙邦-戴尔马试图推动他所说的“一个新的社会”，在法国社会基于不同的社会力量之间的对话。在其他的改革，政府机关在大众媒体前开放，立法通过社会福利覆盖穷人和老人，巩固法国作为一个福利国家的形象。此外，定期增加了最低工资以防止工资的差距加大。
由于他的社会政策被视为太“进步”，此外他和蓬皮杜总统潜在的冲突，为政敌所指责。他们指责他试图削弱总统壮大自己，讽刺报纸《Le Canard Enchaîné》（鸭鸣报）指责他在1972年通过逃税破坏法律。沙邦-戴尔马只好在议会举行信任投票并获得通过，但蓬皮杜总统仍然设法迫使他辞职。
两年后，蓬皮杜总统死于任上，法国举行总统大选，沙邦-戴尔马以“戴高乐主义的领主”（"lords of gaullism"）口号参加竞选，在第一轮投票中只获得15.10%的选票，最后瓦勒里·季斯卡·德斯坦当选总统。
沙邦-戴尔马作为戴高乐党（RPR）领袖，回到国民议会议长（1978－1981）的位置。由于他与弗朗索瓦·密特朗总统的友谊，1986年他曾被提名总理，但最后他第三次担任国民议会议长，而希拉克再次成为总理。
1995年沙邦-戴尔马退休，年末结束他的第八届波尔多市长任期。

## 组阁

### 雅克·沙邦-戴尔马内阁
（1969年6月22日—1972年7月6日）
- 外交部长 – 莫里斯·舒曼
- 国防部长 – 米歇尔·德勃雷
- 内政部长 – 雷蒙·马塞兰
- 经济和财政部长 – 瓦莱里·吉斯卡尔·德斯坦
- 工业和科学发展部长 – 弗朗索瓦-泽维埃·奥托利（François-Xavier Ortoli）
- 劳工、就业和人口部长 – 约瑟夫·丰塔内（Joseph Fontanet）
- 司法部长 – 勒内·普利文
- 国家教育部长 – 奥利维埃·吉夏尔（Olivier Guichard）
- 退伍军人和战争受害者部长 – 亨利·迪维拉尔（Henri Duvillard）
- 文化事务部长 – 埃德蒙·米什莱（Edmond Michelet）
- 农业部长 – 雅克·杜哈梅尔（Jacques Duhamel）
- 住房和设备部长 – 阿尔邦·沙朗东（Albin Chalandon）
- 交通部长 – 雷蒙·蒙东（Raymond Mondon）
- 议会关系部长 – 罗杰·弗雷（Roger Frey）
- 公共卫生和社会保障部长 – 罗贝尔·布兰（Robert Boulin）
- 邮电部长 – 罗贝尔·加莱（Robert Galley）

#### 更换
- 1970年10月19日 – 安德烈·贝当古（André Bettencourt）接替米什莱(10月9日去世)担任临时文化事务部长
- 1971年1月7日 – 雅克·杜哈梅尔接替贝当古担任文化事务部长，米歇尔·科昂塔（Michel Cointat)接替杜哈梅尔担任农业部长，让·沙芒（Jean Chamant）接替蒙东(1970年12月31日去世)担任交通部长，议会关系部长罗杰·弗雷担兼行政改革部长。
- 1971年2月25日 – 皮埃尔·梅斯梅尔进入政府担任法国海外省和领土部长。